# Elden Francis Curtiss

Wappen von Elden Francis Curtiss

Elden Francis Curtiss (* 16. Juni 1932 in Baker City) ist Alterzbischof von Omaha.

## Leben
Elden Francis Curtiss empfing am 24. Mai 1958 die Priesterweihe für das Bistum Baker.
Papst Paul VI. ernannte ihn am 4. März 1976 zum Bischof von Helena. Der Erzbischof von Portland in Oregon, Cornelius Michael Power, spendete ihm am 28. April desselben Jahres die Bischofsweihe; Mitkonsekratoren waren Thomas Joseph Connolly, Bischof von Baker, und Francis Peter Leipzig, Altbischof von Baker. 
Am 4. Mai 1993 wurde er zum Erzbischof von Omaha ernannt und am 25. Juni desselben Jahres in das Amt eingeführt. Papst Benedikt XVI. nahm am 3. Juni 2009 sein Rücktrittsgesuch an.